# Yuge (Ehime)
El Pueblo de Yuge (弓削町 Yuge-chō?) fue un pueblo de la Región de Toyo (東予地方 Tōyo-chihō?) de la Prefectura de Ehime. El 1 de octubre de 2004 se fusionó con las villas de Ikina, Iwagi y Uoshima, formando el Pueblo de Kamijima.

## Características
Estaba conformado por las islas Yuge (弓削島 Yuge-shima?) y Sashima (佐島 Sashima?), entre otras, del Archipiélago Geiyo (芸予諸島 Geiyo-shotō?).
En la zona central de la Isla Yuge, tirando hacia el sur, se encuentra el Monte Sekkai (石灰山 Sekkai-yama?) de 210 m de altura.

## Gobierno
El ayuntamiento se encontraba en la Isla de Yuge (en la actualidad ocupado por el Ayuntamiento de Kamijima).

## Accesos
Estaba comunicada por medio de un servicio de ferry con la Isla Inno (因島 Inno-shima?).
Las islas de Yuge y Sashima están unidas por el Gran Puente de Yuge (弓削大橋 Yuge-Oobashi?).